# Cykling vid europeiska spelen
Cykling vid europeiska spelen är cykeltävlingar som ingår i de europeiska spelen. Cykel var en av de 20 sporter som fanns med vid de första europeiska spelen 2015. Sporten finns med på programmet även under andra upplagan 2019.

## Grenar
Vid de första europeiska spelen genomfördes tävlingar i landsvägscykling, mountainbike och BMX. Till tävlingarna 2019 är endast landsvägscykling och velodromcykling på programmet.
|         |  |   |    |  |  |  |  |  |  |  |  |  |  |  |  |  |  |  |  |  |  |  |  |  |  |  |
| Cykling |  | 8 | 24 |  |  |  |  |  |  |  |  |  |  |  |  |  |  |  |  |  |  |  |  |  |  |  |

## Medaljörer

### 2015
Se även Cykling vid europeiska spelen 2015.
Landsvägscykling
Herrar
| Gren      | Guld                    | Silver              | Brons                   |
| Linjelopp | Luis León Sánchez (ESP) | Andrij Grivko (UKR) | Petr Vakoc (CZE)        |
| Tempolopp | Vasil Kiryjenka (BLR)   | Stef Clement (NED)  | Luis León Sánchez (ESP) |

Damer
| Gren      | Guld                   | Silver                     | Brons                      |
| Linjelopp | Alena Amialiusik (BLR) | Katarzyna Niewiadoma (POL) | Anna van der Breggen (NED) |
| Tempolopp | Ellen van Dijk (NED)   | Ganna Solovei (UKR)        | Annemiek van Vleuten (NED) |

Mountainbike
| Gren   | Guld                | Silver                   | Brons                   |
| Herrar | Nino Schurter (SUI) | Lukas Flückiger (SUI)    | Fabian Giger (SUI)      |
| Damer  | Jolanda Neff (SUI)  | Kathrin Stirnemann (SUI) | Maja Włoszczowska (POL) |

BMX
| Gren   | Guld                     | Silver                | Brons                 |
| Herrar | Joris Daudet (FRA)       | Twan van Gendt (NED)  | David Graf (SUI)      |
| Damer  | Simone Christensen (DEN) | Magalie Pottier (FRA) | Aneta Hladikova (CZE) |

### 2019
Se även Cykling vid europeiska spelen 2019.
Bancykling
| Damernas grenar | Guld                                                                   | Silver                                                                 | Brons                                                                          |
| Sprint          | Anastasia Vojnova (RUS)                                                | Mathilde Gros (FRA)                                                    | Darja Sjmeljova (RUS)                                                          |
| 500 meter       | Darja Sjmeljova (RUS)                                                  | Olena Starikova (UKR)                                                  | Miriam Vece (ITA)                                                              |
| Förföljelse     | Tatsiana Sjarakova (BLR)                                               | Marta Cavalli (ITA)                                                    | Tamara Dronova (RUS)                                                           |
| Lagförföljelse  | Italien Elisa Balsamo Martina Alzini Marta Cavalli Letizia Paternoster | Storbritannien Jessica Roberts Megan Barker Jennifer Holl Josie Knight | Polen Katarzyna Pawłowska Justyna Kaczkowska Karolina Karasiewicz Nikol Płosaj |
| Lagsprint       | Ryssland Darja Sjmeljova Anastasia Vojnova                             | Litauen Simona Krupeckaitė Miglė Marozaitė                             | Nederländerna Kyra Lamberink Shanne Braspennincx                               |
| Keirin          | Simona Krupeckaitė (LTU)                                               | Shanne Braspennincx (NED)                                              | Darja Sjmeljova (RUS)                                                          |
| Scratch         | Kirsten Wild (NED)                                                     | Martina Fidanza (ITA)                                                  | Hanna Tjerach (BLR)                                                            |
| Poänglopp       | Hanna Solovej (UKR)                                                    | Verena Eberhardt (AUT)                                                 | Jarmila Machačová (CZE)                                                        |
| Madison         | Storbritannien Jessica Roberts Megan Barker                            | Nederländerna Kirsten Wild Amber van der Hulst                         | Ryssland Diana Klimova Maria Novolodskaja                                      |
| Omnium          | Kirsten Wild (NED)                                                     | Jevgenija Augustinas (RUS)                                             | Elisa Balsamo (ITA)                                                            |

| Herrarnas grenar | Guld                                                             | Silver                                                                     | Brons                                                          |
| Sprint           | Jeffrey Hoogland (NED)                                           | Harrie Lavreysen (NED)                                                     | Denis Dmitrijev (RUS)                                          |
| 1 000 meter      | Tomáš Bábek (CZE)                                                | Francesco Lamon (ITA)                                                      | Krzysztof Maksel (POL)                                         |
| Förföljelse      | Ivan Smirnov (RUS)                                               | Davide Plebani (ITA)                                                       | Claudio Imhof (SUI)                                            |
| Lagförföljelse   | Ryssland Gleb Siritsa Nikita Bersenev Lev Gonov Ivan Smirnov     | Italien Francesco Lamon Carloalberto Giordani Davide Plebani Liam Bertazzo | Schweiz Théry Schir Robin Froidevaux Lukas Rüegg Claudio Imhof |
| Lagsprint        | Nederländerna Roy van den Berg Harrie Lavreysen Jeffrey Hoogland | Frankrike Grégory Baugé Rayan Helal Quentin Caleyron                       | Storbritannien Jack Carlin Jason Kenny Ryan Owens              |
| Keirin           | Harrie Lavreysen (NED)                                           | Rayan Helal (FRA)                                                          | Denis Dmitrijev (RUS)                                          |
| Scratch          | Christos Volikakis (GRE)                                         | Filip Prokopyszyn (POL)                                                    | Jaŭhienij Karaljok (BLR)                                       |
| Poänglopp        | Christos Volikakis (GRE)                                         | Jan-Willem van Schip (NED)                                                 | Dmitrij Muchomedjarov (RUS)                                    |
| Madison          | Schweiz Robin Froidevaux Tristan Marguet                         | Nederländerna Jan-Willem van Schip Yoeri Havik                             | Österrike Andreas Graf Andreas Müller                          |
| Omnium           | Jan-Willem van Schip (NED)                                       | Théry Schir (SUI)                                                          | Daniel Staniszewski (POL)                                      |

Landsvägscykling
| Gren                | Guld                   | Silver                | Brons                      |
| Damernas linjelopp  | Lorena Wiebes (NED)    | Marianne Vos (NED)    | Tatstsiana Sjarakova (BLR) |
| Herrarnas linjelopp | Davide Ballerini (ITA) | Alo Jakin (EST)       | Daniel Auer (AUT)          |
| Damernas tempolopp  | Marlen Reusser (SUI)   | Chantal Blaak (NED)   | Hayley Simmonds (GBR)      |
| Herrarnas tempolopp | Vasil Kiryjenka (BLR)  | Nelson Oliveira (POR) | Jan Bárta (CZE)            |